# 郑毓明
郑毓明（英語：Anna Catalano Cheng，1960年—），又译作安娜·卡塔拉诺·鄭。英美能源业跨国企业高管，是西方石油业代表女性总裁之一。

## 生平
1960年生于美国堪萨斯，祖籍浙江宁波镇海县郑氏十七房。父郑家骏为美国癌学家、堪萨斯大学癌症中心主任。婚后冠夫姓Catalano。早年在美国伊利诺斯大学香槟分校获得商务管理学士学位，再入印第安纳大学学习管理学。
1994年至1996年，任英国阿莫科石油集团（Amoco）远东部主任。曾任北京阿莫科东方炼油公司总裁，在中国大陆建立阿莫科石油下游精炼、运输、销售各项业务。后返英国任阿莫科副总裁，1998年任高级副总裁，负责国际商务发展和销售部门。阿莫科被英国石油（BP）并购后成为唯一留任的高管，出任BP副总裁，并入BP董事会任执行董事。又任SS国际集团、美国赫克力士化工集团、美国可再生产品制造商Amyris、科聚亚等企业的董事会董事。
任美国阿尔兹海默症协会国家会员，是美国西北大学商学院凯洛格创新网络（Kellogg Innovation Network）的共同创始人和荣誉顾问。现亦任美国国立企业总裁协会顾问。

## 荣誉
- 2001年，获选美国《财富》“全球最具影响力的50位女性”[2]。